# Eleutherodactylus unicolor
Eleutherodactylus unicolor är en groddjursart som beskrevs av Leonhard Hess Stejneger 1904. Eleutherodactylus unicolor ingår i släktet Eleutherodactylus och familjen Eleutherodactylidae. IUCN kategoriserar arten globalt som sårbar. Inga underarter finns listade i Catalogue of Life.